# Skarb z Hoxne

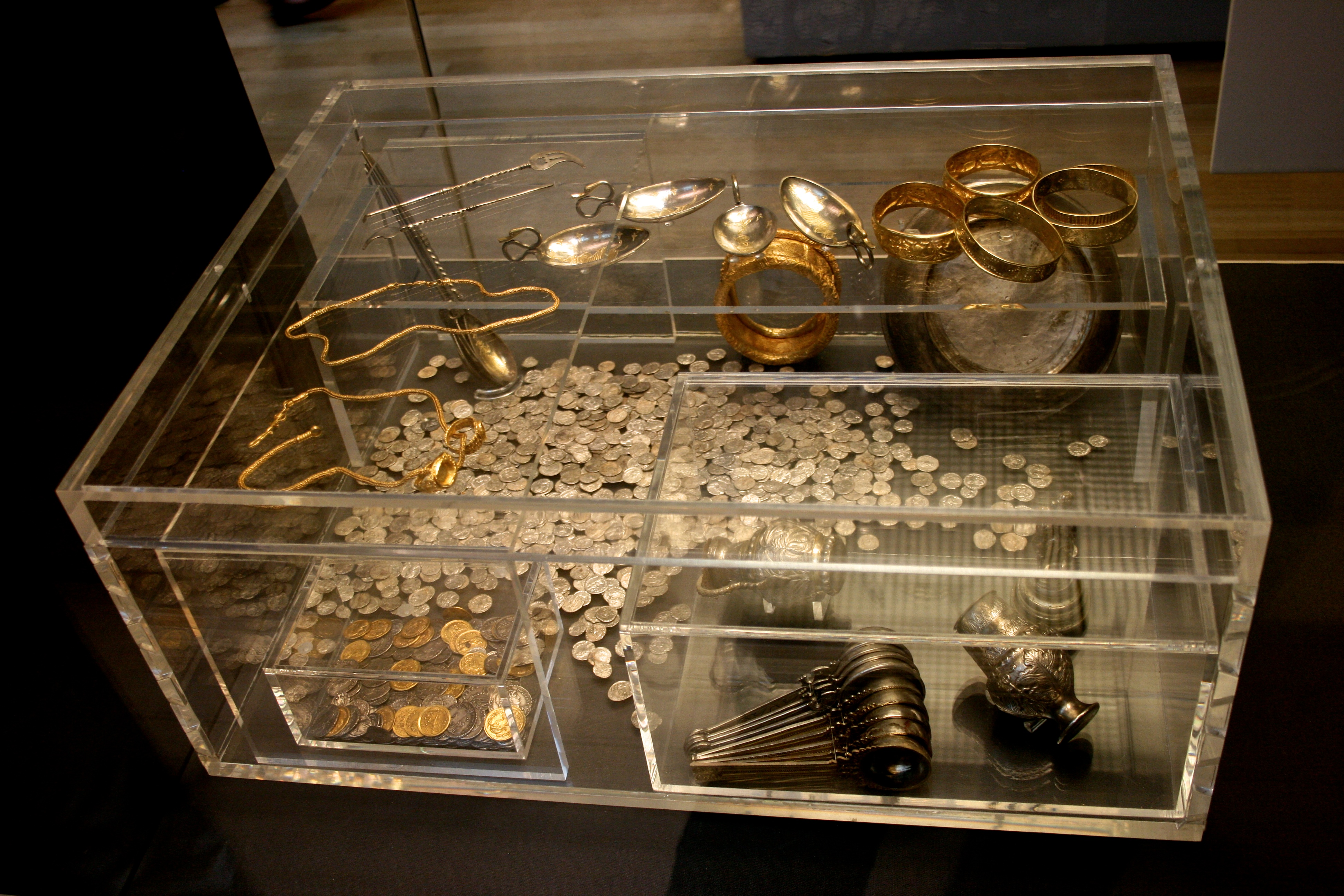
Skarb z Hoxne na ekspozycji w Muzeum Brytyjskim

Skarb z Hoxne – składający się z ponad 15 tysięcy przedmiotów skarb z początku V wieku, odkryty w 1992 roku na polu w pobliżu Hoxne w hrabstwie Suffolk w Anglii. Jest to największy skarb z czasów rzymskich odnaleziony na terenie Wielkiej Brytanii.

## Historia
Skarb został odnaleziony przypadkowo przez rolnika Erica Lawesa, który przy pomocy wykrywacza metalu szukał na polu młotka zgubionego przez jego sąsiada. Na znalezisko składa się 14 780 monet (z tego 565 złotych, 14 191 srebrnych i 24 brązowe), 124-częściowa srebrna zastawa stołowa oraz licząca 29 elementów złota biżuteria: naszyjnik, łańcuch, pierścienie oraz bransolety. Wszystkie przedmioty zostały złożone w drewnianej skrzyni i zakopane w ziemi. Większość składających się na skarb monet datowana jest na lata 395–402, natomiast najmłodsze pochodzą z 407/408 roku. Na tej podstawie znalezisko datuje się na koniec rzymskiego panowania w Brytanii.
Zgodnie z brytyjskim prawem odkrywcy wypłacono oszacowaną na 1,75 miliona funtów równowartość znaleziska, skarb zaś trafił do zbiorów Muzeum Brytyjskiego.